# Coryphaenoides alateralis
Coryphaenoides alateralis és una espècie de peix de la família dels macrúrids i de l'ordre dels gadiformes.

## Morfologia
- Els mascles poden assolir 26,5 cm de llargària total.[4][5]

## Hàbitat
És un peix d'aigües profundes que viu entre 1035-1116 m de fondària.

## Distribució geogràfica
Es troba a la costa est dels Estats Units i del Golf de Mèxic.